# Velké observatoře
Velké observatoře (ang.: Great Observatories) je název probíhajícího projektu NASA pro studium vesmíru, který využívá čtyř samostatných teleskopů umístěných ve vesmíru. Každé ze čtyř zařízení má odlišné pozorovací schopnosti a umožňují tedy studovat vesmír v různých částech elektromagnetického spektra.

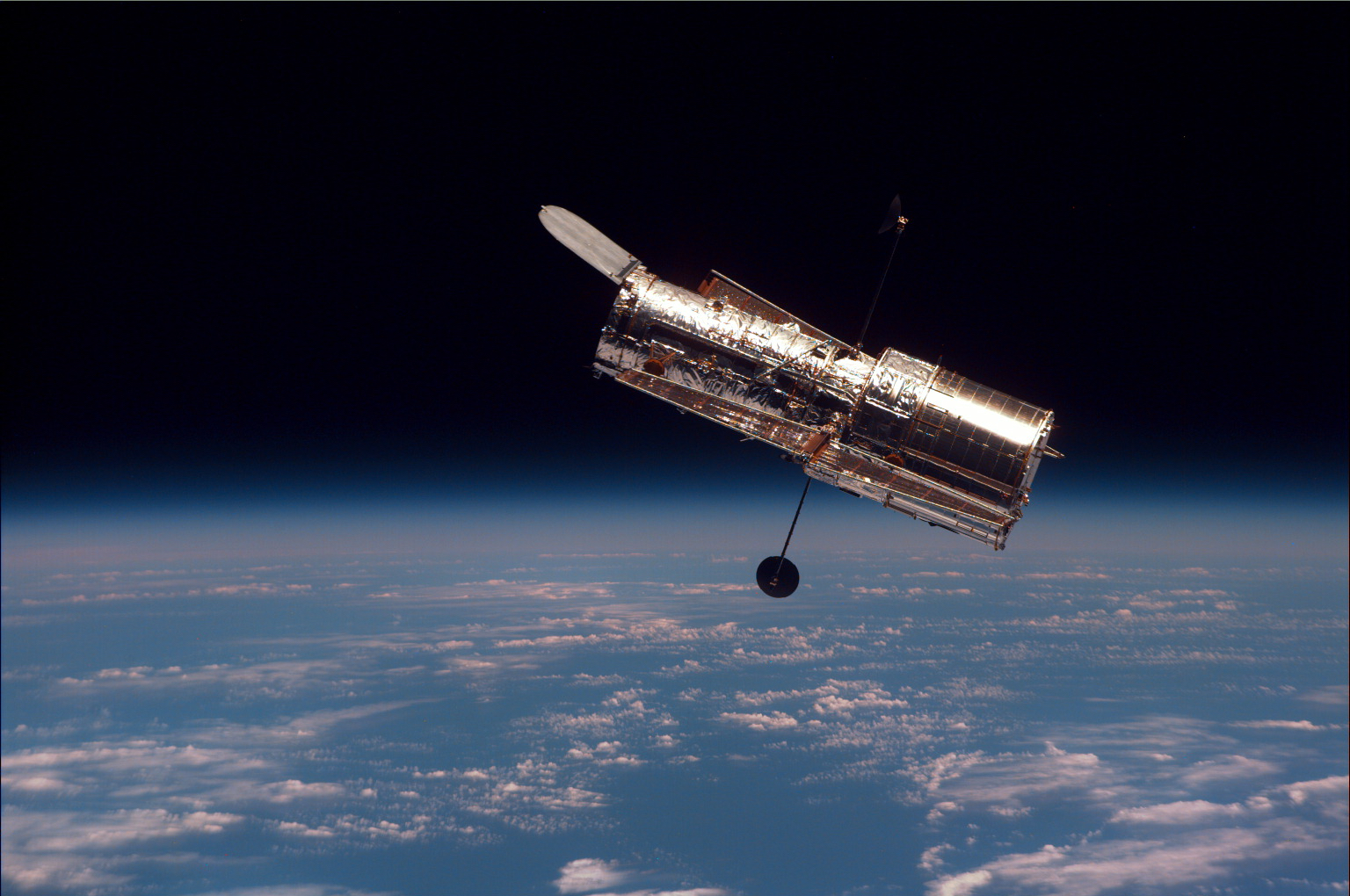
Hubbleův vesmírný dalekohled

## Velké observatoře
- Hubbleův vesmírný dalekohled zkoumá vesmírné objekty primárně ve viditelném světle a blízkém ultrafialovém záření. Během servisní mise v roce 1997 bylo navíc nainstalováno dodatečné zařízení umožňující sledovat i blízké infračervené záření. Hubbleův dalekohled byl vypuštěn v roce 1990 na palubě raketoplánu Discovery (mise STS-31).

- Comptonova gama observatoř (CGRO) byla primárně určena ke sledování rentgenového záření. Vypuštěna byla roku 1991 na palubě raketoplánu Atlantis (mise STS-37). V roce 2000 ovšem došlo k selhání jednoho z palubních gyroskopů a observatoř poté shořela v atmosféře.

- Rentgenová observatoř Chandra (CXO) zkoumá „měkké“ rentgenové záření. Vypuštěna byla v roce 1999 na palubě raketoplánu Columbia (mise STS-93).

- Spitzerův vesmírný dalekohled (SST) byl před svým vypuštěním formálně pojmenován jako Space Infrared Telescope Facility (SIRTF). Provádí průzkum v infračerveném oboru spektra a k vypuštění došlo roku 2003 pomocí rakety Delta II.

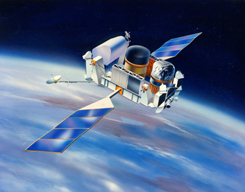
Comptonova observatoř

Z výše uvedených zařízení jsou všechny, až na Comptonovu observatoř, v provozu; jeden z jejích palubních gyroskopů totiž selhal a NASA rozhodla o jeho stažení z orbity, které se událo 4. června 2000. Součástky, které vydržely průlet atmosférou, spadly do Tichého oceánu. V případě Hubbleova dalekohledu se zprvu počítalo s možností vypuštění a následného návratu na Zemi s pomocí raketoplánu. Od možnosti opětovného stažení bylo ovšem později upuštěno. 31. října 2006 schválil ředitel NASA Michael D. Griffin plán na provedení závěrečné servisní mise na Hubblu. Jedenáctidenní mise STS-125 by měla začít 14. října 2008 a jejím úkolem budou instalace nových baterií, výměna všech palubních gyroskopů, instalace zařízení pro sledování viditelné části spektra Wide Field Camera 3 a dále spektrografu Cosmic Origins Spectrograph.
Spitzerův dalekohled je jediným zařízením z projektu Velkých observatoří, které nebylo vypuštěno pomocí raketoplánu. Původně se s raketoplánem počítalo ovšem po katastrofě Challengeru bylo od jeho využití upuštěno. Po určitých úpravách bylo nakonec možné využít k vynesení Spitzera na oběžnou dráhu raketu Delta II.

## Historie projektu
Koncept Velkých observatoří byl vytvořen v polovině 80. let Charlesem Pellerinem, ředitelem oddělení astrofyziky (NASA) a Martinem Harwittem. Na projektu se podílel také Harlan James Smith, předseda Panelu NASA pro vesmírnou vědu (NASA Space Science Board). Harwitt také zdůraznil, že mnoho nových astronomických objevů bylo učiněno díky pokrokům v oblasti pozorování elektromagnetického spektra a doporučil NASA, aby této oblasti věnoval zvýšenou pozornost. Program Velkých observatoří využívá čtyř samostatných teleskopů, přičemž každý z nich je určen pro pozorování specifické části spektra způsobem, kterého nejsou pozemské dalekohledy schopny z důvodu rušivých atmosférických elementů.

### Optická observatoř
Historie Hubbleova dalekohledu sahá až do roku 1946, kdy americký astronom Lyman Spitzer napsal svou práci Výhody umístění astronomického dalekohledu v kosmu Spitzer po celou svou kariéru zastával přesvědčení, že je nejlepší umístit dalekohled do vesmírného prostoru.
Projekt Orbitálních astronomických observatoří (OAO), který probíhal v letech 1966–72, demonstroval, jak důležitou roli by mohly teleskopy umístěné ve vesmíru hrát. V roce 1968 vytvořila NASA plán na vypuštění reflektorového dalekohledu s průměrem zrcadla 3 m, který byl nejprve znám jako Large Space Telescope (LST), jehož vypuštění bylo naplánováno na rok 1979. V roce 1978 bylo Kongresem Spojených států amerických schválen rozpočet a započala tak stavba teleskopu, který byl později pojmenován podle Edwina Hubblea.

### Gamaobservatoř
Záření gama již bylo dříve zkoumáno několika vesmírnými misemi. Během svého programu High Energy Astronomy Observatory Program NASA oznámila, že plánuje vybudování velké observatoře pro pozorování gama záření. Gamma Ray Observatory (GRO), později přejmenována na Comptonovu gamaobservatoř, byla navržena tak, aby mohla využít technologických pokroků v této oblasti, kterých bylo během 80. let dosaženo a k vypuštění nakonec došlo 5. dubna 1991.

### Historie Chandry
Roku 1976 obdržela NASA od vědců Riccarda Giacconiho a Harveyho Tananbauma návrh na vybudování Rentgenové observatoře Chandra, tehdy nazývané AXAF. Počáteční práce probíhaly v následujícím roce na Marshall Space Flight Center a Smithsonian Astrophysical Observatory. Mezitím došlo (1978) k vypuštění prvního experimentálního teleskopu pro pozorování rentgenového záření tzv. Einsteinovy observatoře (HEAO-2). Práce na Chandře pokračovaly během celých 80. let. V roce 1992 byly na Chandře, z důvodu finančních škrtů, provedeny technické úpravy; místo plánovaných dvanácti zrcadel bylo nainstalováno osm a dále byla vynechána dvě z plánovaných šesti snímacích zařízení. Původně plánovaný orbit byl změněn na eliptický, přičemž nejvzdálenější bod této dráhy se nachází v 1/3 vzdálenosti Měsíce od Země. Volba takové orbity znemožňuje sice provést v případě poruchy servisní misi, její výhodou ovšem je fakt, že se tato dráha ve většině své délky nachází mimo vliv Van Allenových radiačních pásů.

### Historie Spitzeru
Již od počátku 70. let 20. století zvažovali astronomové možnost umístění infračerveného teleskopu mimo rušivé efekty Zemské atmosféry. Většina prvotních konceptů viděla cestu v opakovaných letech raketoplánů NASA. Tato představa vznikla v době, kdy se předpokládalo, že budou raketoplány schopny absolvovat i v týdenních cyklech opakované lety s délkou trvání až 30 dnů. V roce 1979 vydala Národní výzkumná rada spadající pod Národní akademii věd Spojených států amerických zprávu A Strategy for Space Astronomy and Astrophysics for the 1980s, ve které je Shuttle Infrared Telescope Facility (SIRTF) zmiňována jako jedno ze dvou prioritních zařízení, která mají být vyvinuta pro účely Spacelabu.
Roku 1983 byl vypuštěn Infrared Astronomical Satellite, který jako první provedl kompletní průzkum nebe v infračerveném oboru spektra. Od září 1983 začala NASA zvažovat možnost „dlouhotrvající mise SIRTF“ mimo palubu raketoplánu. Během mise STS-51-F se totiž ukázalo, že prostředí raketoplánu je pro infračervené pozorování nevhodné.